# Куланг
Куланг (також Дакани, або узбецькі бійцівські) - одна з бійцівських порід курей. Відноситься до старих місцевих порід курей Середньої Азії. 

## Історія
Виведена в результаті народної селекції місцевих порід і є свого роду бійцівським ідеалом, що вирізняється агресивністю, масивністю статури і міцністю конституції. Куланги традиційно були поширені в Хівинському і Бухарському ханствах. У Самаркандській області Узбекистану вони нині відомі під назвою «куланг»; у Ферганській долині, Киргизстану і Південному Казахстані поширена назва «дакани» або «декани». За забарвленням оперення розрізняють такі різновиди: лососеві, світло-коричневі, чорні та інші форми. Птахи відрізняються живим, агресивним темпераментом. Молодих півників починають тренувати методом постановки перед дзеркалом для вироблення бійцівських властивостей. Птах пристосований до життя в сухому, теплому кліматі.

## Особливості породи
Має високий зріст, вертикально витягнутий, сухорлявий тулуб і значну вагу, так як її мускулатура і міцні кістки важче за жир інших порід. Гребінь і сережки виражені слабо. Жива маса півнів досягає 4,5 і більше кг; курей - 3,5 кг. Кури починають нестися відносно пізно, не раніше 6 місяців після вилуплення. Несучість досягає 100 яєць в перший рік життя. Яйцекладка проходить майже виключно в зимово-весняні місяці. Порода великояєчна, маса яйця становить місцями понад 60 г. Форма яйця витягнута, конусоподібна. Показники заплідненості і виводимості яєць куланга не надто високі, проте збереження молодняка досягає 95% . Птах розводиться любителями півнячих боїв, в основному, в присадибних господарствах Середньої Азії, також зберігається в колекціонаріях як генетичний резерв.